# اوا اردوش
اوا اردوش (انگلیسی: Éva Erdős؛ زادهٔ ۲۸ ژوئیهٔ ۱۹۶۴) بازیکن هندبال اهل مجارستان است.